# Autoceļš A9
Autoceļš A9 ist eine zu Lettlands Staatsstraßen gehörende „Staatliche Hauptstraße“ (lett. Valsts galvenie Autoceļi). Sie verbindet die Hauptstadt Riga mit Skulte und der drittgrößten Stadt des Landes Liepāja. Im weiteren Verlauf wird sie als A11 gekennzeichnet. Die Gesamtlänge der A9 beträgt 200 Kilometer. Die durchschnittliche Verkehrsstärke betrug 4939 Fahrzeuge pro Tag im Jahr 2010.
Im Jahr 2011 war die A9 auf der gesamten Strecke mit einer Fahrbahn und zwei Fahrstreifen ausgebaut. Somit war die Höchstgeschwindigkeit auf 90 km/h festgelegt. Im Zeitraum von 2011 bis 2013 wurde die A9 auf einem Abschnitt modernisiert. Dieser Abschnitt umfasste die Kilometer 1 bis 23. Bis 2014[veraltet] soll die Modernisierung des Abschnittes vom 79. bis zum 98. Kilometer abgeschlossen sein.
Laut den Planungen soll die A9 auf den drei weiteren Abschnitten im Zeitraum von 2014[veraltet] bis 2020[veraltet] modernisiert werden. Unter anderem soll die Straße zwischen den Kilometern 38 und 60 sowie zwischen 149 und 163 modernisiert werden.